# شما و سیما
شما و سیما نام یک برنامه تلویزیونی ایرانی است که روزهای جمعه از  شبکه یک پخش می‌شود و به معرفی برنامه‌ها و فعالیت‌های سازمان صدا و سیما می‌پردازد.

## تولید
این برنامه در سال‌های قبل از انقلاب با نام شما و تلویزیون تهیه و به وسیله ژاله کاظمی گوینده، مجری و دوبلور، اجرا می‌شد. پس از انقلاب برای معرفی فعالیت‌های سازمان صدا و سیما ابتدا برنامه ای با عنوان سیمای هفته تولید می‌شد، اما بعد از مدتی وقفه، این اقدام تحت نام شما و سیما ادامه یافت.
این برنامه که از قدیمی‌ترین برنامه‌های صداوسیماست، هم‌اکنون به به تهیه‌کنندگی فریبا جعفری، به صورت مرتب آدینه‌ها از شبکه یک پخش می‌شود، اما گاهی نیز به مناسبت‌های مختلف مانند نوروز یا ماه رمضان، به تولید ویژه برنامه می‌پردازد.
تا چندی پیش اجرای این برنامه را علی‌اکبر عبدالرشیدی برعهده داشت، اما از ماه‌های ابتدایی سال ۱۳۸۹ تولید این برنامه بدون مجری دنبال می‌شود.
هم اکنون این برنامه به تهیه کنندگی محسن همایون و کارگردانی علیرضا فرید و مجری گری ندا واشیانی پور و آقای فخر بخش از شبکه یک سیما پخش می شود .

## هدف
هدف اصلی این برنامه برقرار کردن ارتباط بین صدا و سیما با مردم است. اما به دلیل گسترده شدن حوزه‌های صدا و سیما نسبت به گذشته، این برنامه درحد گزارش‌های مردمی به نظرات مخاطبان رادیو و تلویزیون می‌پردازد.
یکی دیگر از اهدافی که این برنامه دنبال می‌کند، فرهنگ‌سازی برای تماشای تلویزیون است تا تماشاگر را وادار کند پیرامون آن‌چه که می‌بیند بیندیشد. این موضوع را می‌توان در پیام‌های تصویری برنامه مشاهده کرد.

## موضوع
شما و سیما به ارائهٔ گزارش‌های تصویری از برنامه‌ها و فعالیت‌های شبکه‌ها و بخش‌های مختلف به صورت خلاصه می‌پردازد و پخش پشت صحنه برنامه‌ها، نماهنگ و مصاحبه با عوامل و مردم از قسمت‌های گوناگون این برنامه است. گاهی نیز باتوجه به اهمیت موضوع در سازمان صدا و سیما یا یک برنامه سنگین به آن زمان بیش‌تری اختصاص می‌یابد. شما و سیما در واقع آینه‌ی فعالیت‌های این سازمان است و به این ترتیب تا حد زیادی وابسته به سایر برنامه‌هاست؛ علاوه بر این سیاست‌های این سازمان نیز در آن دخالت دارد.
یکی از ویژگی‌های معروف شما و سیما نریشن‌های این برنامه است که در نگارش آن از نظرات کارشناسان و منابع گوناگون تا حد امکان استفاده می‌شود و براساس اصول زیبایی‌شناسی به بررسی کیفیت و محتوای برنامه و معرفی عوامل آن می‌پردازد.